# 스테이눈 레프스도티르
스테이눈 레프스도티르(고대 노르드어: Steinunn Refsdóttir→레프의 딸 스테이눈)는 10세기 말엽에 활동한 아이슬란드의 스칼드 시인이다.
레프 힌 미킬(Refr hinn mikill)과 핀나(Finna)의 딸로, 강력한 고다르(goðar; 제사장) 집안에서 태어났으며 역시 다른 강력한 고다르 집안과 혼인했다. 호프가르다레프 게스트손을 아들로 두었다.
《냘의 사가》(102)에 따르면 그녀는 노르웨이의 올라프 1세가 아이슬란드로 보낸 선교사 상그브란드에게 토르가 예수보다 위대하다고 설교했다. 그러면서 상그브란드의 배가 침몰한 것을 토르의 덕으로 돌리는 스칼드 시를 두 구절 지었다. 이 시들은 기독교 이전 시대 여성 시인의 스칼드 작품이 보존된 사례로서 중요성을 갖는다. 스테이눈의 시는 《냘의 사가》 뿐 아니라 《기독 사가》(9)와 《올라프 트뤼그바손의 위대한 사가》(216)에도 보존되어 있다.